# Amedeo Ruggiero
Amedeo Ruggiero (Tunisi, 11 aprile 1912 – Roma, 6 giugno 1986) è stato un pittore italiano.

## Biografia
Amedeo Ruggiero nasce a Tunisi l'11 aprile del 1912 da padre napoletano, scultore funerario, e madre siciliana.
Nel 1929 Ruggiero fugge da Tunisi per andare a Parigi passando da Marsiglia. In Francia il giovane Ruggiero vive varie esperienze che lo porteranno ad essere espulso dal Paese.
1935 Ruggiero frequenta l'Ecole de Beaux Artes diretta da Armand Vergeaud e tiene la sua prima mostra personale alla Galeries De La Rotonde.
1939 Amedeo Ruggiero espone a Nizza al Palais De La Mediterranee.Successivamente si trasferisce a Roma dove rimarrà per il resto della vita.
1943 Prima mostra in Italia presso il Salone del Mare Nostro a Milano
1944 Si tiene la prima esposizione a Roma alla galleria La Campana
1945 Esposizione di opere alla galleria Prora
1946 Alla Galleria di Roma espone in una collettiva assieme a L. Bartolini, R. Melli, S. Monachesi, A. Corpora, G. Omiccioli, F. Pirandello ed altri.
1948 Amedeo Ruggiero espone a Roma presso la galleria La Giraffa
1955-1956 Durante un soggiorno a Tunisi espone alla galleria L'Atelier.
1957 Espone alla galleria Il Calderone alla galleria Portonovo ed a Napoli presso la galleria Josè.
Piero Girace sottolinea come nel corso degli anni Ruggiero abbia «rafforzato il colore liberandolo da ogni scoria espressionistica, post-impressionistica, fauvista, potenziandolo alla maniera quasi astratta, con stesure nette e con un rigore formale che raggiunge i limiti dell'astrattismo».
In agosto vince la medaglia d'oro al Premio Avezzano.
1958 Vince per la seconda volta il Premio Avezzano.
1959 Conosce Lidia Marcelli che sposerà l'anno dopo. Espone alla galleria Russo di Roma trenta opere presentate d Valerio Mariani. Partecipa ad una collettiva di artisti romani al Festival dei Due Mondi di Spoleto. È invitato all' VIII Quadriennale romana dove espone -Paesaggio-
1960 Vince un premio alla Mostra Nazionale di pittura -Gaetano Loffredo- promossa dall'amministrazione di Latina.
1961 Vince un premio al 2º Premio Nazionale di Pittura Posillipo.
1961 Tiene una personale alla galleria Russo, mostra alla quale Vito Apuleo dedica un lungo articolo su -La Voce Repubblicana -. Partecipa al XV Premio Michetti ed all'esposizione di Oslo -Roman Painters-, insieme a Cagli, Gentilini, De Chirico, Rizzo ed altri. Partecipa al Premio -Roma e il Risorgimento in Palazzo Braschi-. A Firenze è presente in una collettiva alla Galleria Spinetti con De Chirico, Tamburi, Trombadori, Guttuso ecc.
In novembre Piero Girace presenta una personale alla galleria Chiurazzi.
1962 Espone a Messina alla galleria Il Fondaco, e a Roma alla galleria La Barcaccia, appare su La Giustizia un articolo di Franco Miele.
Si piazza al secondo posto insieme a Marcello Avenali al Premio di Bagnoregio e vince la terza edizione del Premio Posillipo.
1964 Personale alla galleria Russo presentata da Piero Girace.
1965 Espone alla galleria Russo. È invitato da Bonaventura Tecchi alla IX Quadriennale.
1968 Presentato da Albano Rossi espone alla galleria Il Cenacolo di Palermo.
Raffaele Andreassi cura un documentario dedicato all'opera di Amedeo Ruggiero intitolato -Autoritratto-, trasmesso dalla RAI il 2 giugno (e periodicamente riproposto dai canali RAI).
1970-1980 Negli anni settanta a causa di un periodo di depressione decide di rinunciare alla esposizioni ma continuerà a dedicarsi alla pittura esponendo al di fuori dei circuiti romani.
Nel 1980 tornerà con una mostra alla Galleria Russo di fronte alla quale Sciltian noterà, come descrive in un articolo su Il Borghese Michele Calabrese, uno speciale amore per Bonnard e per il post-impressionismo.
1981 Guglielmo Petroni e Raffaele Andreassi in occasione di una mostra personale alla galleria La Gradiva presentano una monografia su Amedeo Ruggiero.
1982 Tiene una mostra personale a La Barcaccia con presentazione in catalogo di Raffaele Andreassi.
1984 Ultima mostra di Amedeo Ruggiero a La Barcaccia.
1986 Il 6 giugno Amedeo Ruggiero muore a Roma.
1990 A Roma Presso il Complesso Monumentale del San Michele, dal 21 giugno al 21 luglio, si svolge la Mostra Antologica di Opere dal 1943 al 1987. La Mostra è a cura di Lea Mattarella e di Marco Di Capua, presentazione di Guglielmo Petroni, Coordinamento generale Antonino Mattarella. L'esposizione è patrocinata dal Ministero per i Beni Culturali e Ambientali, Ministero della Pubblica Istruzione dal Sindaco di Roma e dall'Assessorato alla Cultura del Comune di Roma.

### Documentazione critica
Tra i numerosi articoli critici apparsi sui giornali e quotidiani:
- Paese Sera 21/01/1959, in una sua recensione Marcello Venturoli scrive: «... qua e là nel quadro in cui la policromia non è fine a se stessa, le gamme presentano una tensione, diventano più interiori e sommesse: quella sorta di caleidoscopio, quasi che le forme fossero raggiunte per via di atmosferici collage, cessa allora, per articolarsi in ritmi incalzanti e commossi.»
- Corriere di Napoli 09/06/1957, da una recensione di Alfredo Schettini: «... il suo schema di superfici piatte e intense ha l'essenzialità del tono-luce, della natura e degli oggetti colorati. Egli accosta un colore a un altro senza fare una grinza, ogni elemento è reso terso e lucido in una atmosfera di splendore mediterraneo che allieta la vista. Tutto nelle sue tele è calcolato, dosato, equilibrato, e dà l'impressione di chiazze smaglianti di colore, come quando socchiudendo gli occhi, le masse colorate restringendosi nello sguardo danno risalto all'essenzialità di alcuni colori predominanti nella luce.»
- Il Mattino 02/06/1963, da un articolo di Carlo Barbieri: «Il pittore Amedeo Ruggiero presenta, con le sue campiture d'integro colore, e ben staccate - quasi sforbiciate - sul fondo, un repertorio di immagini ridotte a puri volari timbrici. E qui il colore deve riassumere la forma, senza il minimo tentennamento della linea e incertezza nei rapporti cromatici.»
- Artisti Italiani 1961 da un articolo Eraldo Miscia scrive: «Ruggiero è un pittore che dipinge per il piacere di dipingere, perché quello è il suo unico linguaggio, perché infine nella pittura egli trova quella gioia assoluta che nessuna altra cosa terrena riesce a dargli: nemmeno l'amore, forse. Ed ecco come i suoi quadri sono squillanti; ecco perché essi comunicano un sentimento di plenitudine che altri artisti, con più arte più scaltrezza, non riescono a dare. In essi si riflette la chiarezza e la passione che sono gli attributi di una dispersa e favolosa mediterraneità.»
- Il Giornale della Sera 16/12/1948, in una recensione per la mostra che si tiene alla galleria La Giraffa Enzo Nasso scrive: «La grafia di Ruggiero è un ritrovato logico del suo temperamento meridionale; è una grafia calorosa, densa di impasti cromatici che ricordano la tecnica degli espressionisti per la luce e per i contrasti che ne conseguono.»
- Napoli Notte 05/06/1957, Piero Girace scrive: «Il pubblico degli amatori ha avuto agio di conoscere un pittore di eccezione, chiaro, luminoso, elegante dal colore scandito, un cartesiano della pittura, che mira alla realizzazione dello spazio e della luce, senza compromessi chiaroscurali, con un linguaggio secco, senza aggettivazioni, che potrebbe ricordare, per fare un esempio letterario, la poesia di un Paul Valery.»

## Cataloghi
- G. Guida, -Amedeo Ruggiero-, introduzione al catologo della mostra. Galleria La Giraffa, Roma 1948
- G. Guida, -Amedeo Ruggiero-, introduzione al catalogo della mostra, Galleria Il Calderone, 1957
- V. Mariani, -Amedeo Ruggiero-, introduzione al catalogo della mostra, Galleria Russo, Roma 1959
- E. Fantuzzi, -Amedeo Ruggiero-, introduzione al catalogo della mostra, Galleria Russo, Roma 1961
- F. Bellonzi, -Roman Painters-, introduzione al catalogo della mostra, Kunstforening, Oslo, 1961
- P. Girace, -Amedeo Ruggiero-, introduzione al catalogo della mostra, Galleria Russo, Roma 1964
- A. Rossi, -Amedeo Ruggiero-, introduzione al catalogo della mostra, Galleria Il Cenacolo, Palermo 1968
- G. Petroni R. Andreassi, -Ruggiero-, Documentazione critica, Trevi Editore, Roma 1971
- G. Petroni, introduzione al catalogo della mostra, Galleria La Gradiva, Roma 1981
- E. A. De La Ville, -Amedeo Ruggiero-, introduzione al catalogo della mostra, Galleria La Barcaccia Roma 1984
- L. Mattarella M. Di Capua, -Amedeo Ruggiero-, introduzione al catalogo della Mostra Antologica, presentazione di G. Petroni, Roma 1990

## Esposizioni

### Collettive
- 1946 maggio, Galleria di Roma, Roma
- 1957 luglio, Premio Città di Avezzano
- 1958 agosto, Premio Città di Avezzano
- 1959 marzo, -Mostra di Pittori Romani e Marchigiani-, Centro per la Valorizzazione delle Marche
- 1959 giugno, -Modern Roman Painters-, Spoleto
- 1959 giugno, Fiera d'Arte di Via Margutta, Roma
- 1959 VIII Quadriennale Romana
- 1960 giugno, -Mostra Nazionale di Pittura Gaetano Loffredo-, Latina
- 1960 ottobre, -Artisti contemporanei italiani-, Galleria La Barcaccia, Roma
- 1960 novembre, -Ottobre di pittura-, Palazzo Barberini, Roma
- 1961 -Roman Painters-, Kunstforening, Oslo
- 1961 XV Premio Michetti
- 1961 maggio, Galleria Spinetti, Firenze
- 1961 novembre, Galleria La Barcaccia, Roma
- 1961 Premio -Roma e il Risorgimento-, Palazzo Braschi, Roma
- 1965 IX Quadriennale Nazionale d'Arte di Roma

### Personali
- 1935 dicembre, Galeries De La Rotonde, Tunisi
- 1936 ottobre, Galeries De La Rotonde, Tunisi
- 1939 aprile, Palais De La Mediterranèe, Nizza
- 1943 giugno, Salone -Il Mare Nostro-, Palazzo Eden, Milano
- 1944 luglio, Galleria La Campana, Roma
- 1945 dicembre, Galleria La Prora, Roma
- 1948 dicembre, Galleria La Giraffa, Roma
- 1956 gennaio, Galleria L'Atelier, Tunisi
- 1957 febbraio, Galleria Il Calderone, Roma
- 1957 marzo, Galleria Portonovo, Roma
- 1957 maggio, Galleria d'Arte Josè, Napoli
- 1959 gennaio, Galleria Russo, Roma
- 1961 gennaio, Galleria Russo, Roma
- 1961 novembre, Galleria Chiurazzi, Roma
- 1962 gennaio, Galleria Il Fondaco, Messina
- 1962 marzo, Galleria La Barcaccia, Roma
- 1963 marzo, Galleria La Barcaccia, Roma
- 1964 aprile, Galleria Russo, Roma
- 1965 novembre, Galleria Russo, Roma
- 1966 maggio, Club Napoli, Milano
- 1968 marzo, Galleria Il Cenacolo, Palermo
- 1971 luglio, galleria d'arte Le Muse, Bari
- 1971 novembre, Galleria Giosi, Roma
- 1972 febbraio, Circolo Cittadino, Lecce
- 1972 luglio, Galleria Il Goniometro, Roma
- 1975 giugno, Galleria Zizzari, Roma
- 1980 febbraio, Galleria Russo, Roma
- 1981 ottobre, Galleria La Gradiva, Roma
- 1982 gennaio, Galleria La Barcaccia, Roma
- 1984 gennaio, Galleria La Barcaccia, Roma

## Cultura di massa
- Autoritratto, regia di Raffaele Andreassi (1958)[1]